# Kyūshū K10W
Kyūshū K10W1 – japoński samolot szkolno-treningowy służący do szkolenia pośredniego używany przez siły lotnicze Cesarskiej Marynarki Wojennej. Samolot wszedł do służby w 1943 i służył do końca wojny. W czasie wojny nosił amerykańskie oznaczenie kodowe Acorn.

## Tło historyczne
W 1937 firma Mitsubishi Jukogyo zakupiła dwa samoloty szkoleniowe North American Aviation NA-16. Pierwszy z nich, w wersji NA-16-4R (NA-37), został zamówiony 31 sierpnia, Mitsubishi wykupiła także prawa do produkcji seryjnej tego samolotu. Samolot został dostarczony do Japonii około 15 listopada 1937 i został przekazany Cesarskiej Marynarki Wojennej, gdzie otrzymał oznaczenie XKA1 Eksperymentalny Samolot Szkolenia Pośredniego Marynarki Model A. W tej wersja samolot napędzany był silnikiem Pratt & Whitney R-985-9CG o mocy 450 KM z trójpłatowym śmigłem.
Drugi samolot, w wersji NA-16-4W (NA-47), został zamówiony 16 grudnia 1937 i dotarła do Japonii 15 stycznia 1938. W odróżnieniu od pierwszego samolotu który został zakupiony w całości, ten egzemplarz został zakupiony w częściach. W tej wersji samolot napędzany był silnikiem Wright R-975-E3 z dwupłatowym śmigłem. Także ten samolot został przekazany Cesarskiej Marynarki Wojennej gdzie otrzymał oznaczenie XKA2.
Po ukończeniu programu testowego obydwu samolotów Cesarska Marynarka Wojenna zamówiła w zakładach Watanabe Tekkosho ich seryjną produkcję. Według wielu źródeł 26 samolotów wyprodukowanych przez Watanabe Tekkosho było jedynie licencyjną kopią amerykańskiego samolotu ale w rzeczywistości był to zupełnie oryginalny projekt mający bardzo niewiele wspólnego z amerykańskim samolotem.

## Opis konstrukcji
Kyūshū K10W był jednosilnikowym, dwumiejscowym dolnopłatem ze stałym podwoziem. Uczeń i pilot siedzieli w zamkniętej kabinie w układzie tandem (jeden za drugim. Napęd samolotu stanowił chłodzony powietrzem silnik gwiazdowy typu Nakijama Kotobuki 2 KAI o mocy 600 KM z dwupłatowym, drewnianym śmigłem.
Samolot miał 8,83 m długości, a jego rozpiętość skrzydeł wynosiła 12,36 m, powierzchnia skrzydeł wynosiła około 22,32 m².

## Historia
Pierwszym 26 samolotów tego typu zostało zbudowanych w latach 1941-42 w firmie Watanabe Tekkosho. W listopadzie 1942 plany i oprzyrządowanie produkcyjne zostało przekazane do Nippon Hikoki, gdzie pomiędzy lutym 1943 a marcem 1944 zbudowano dodatkowych 150 samolotów.
Po wejściu do służby Kyūshū K10W1 zastąpił wcześniejszy samolot treningu pośredniego Yokosuka K5Y.